# Gilberto Escobosa Gámez
Gilberto Escobosa Gámez (Hermosillo, Sonora, 17 de marzo de 1917-11 de enero del 2007) fue un cronista, administrativo, investigador histórico mexicano. Homenajeando su legado, en 2023, por decreto del Congreso del Estado de Sonora se instituye el día 17 marzo como Día del Cronista en Sonora, justo el día de nacimiento de Escobosa, así mismo  la Asociación de Cronistas Sonorenses instituye en 2020 medalla en su honor como premio al cronista sonorense del año. Fue además creador del Archivo Histórico del Gobierno del Estado de Sonora durante la gestión de Samuel Ocaña García.

## Biografía
Hijo de don José María Escobosa Romero (nacido en Hermosillo, Sonora, 1881-1929) y de doña María Gámez Lucero de Escobosa (originaria de Minas Prietas, La Colorada, Sonora, 1897-1983).
Cursó tres años de contabilidad  en 1936, en la Escuela J. Cruz Gálvez de la calle Serdán, en la Ciudad de Hermosillo, Sonora. Comenzó a laborar a los veinte años en la Tesorería General del Estado como auxiliar de contador, puesto que desempeñó durante tres años. A los veintitrés años trabajó en la Junta Local de Caminos como ayudante del tomador de tiempos. Durante el periodo que fungió como Tesorero, fue becado por la Secretaría de Obras Públicas para que durante dos meses tomara un curso en Ciencias de la Comunicación, en la ciudad de Guadalajara, Jalisco. Se preparó también como expositor verbal de temas educativos, hasta alcanzar el Diploma de Maestro de Expositores. Funcionario público en el Gobierno del Estado de Sonora y en el H Ayuntamiento de Hermosillo. Historiador y Cronista Municipal de Hermosillo. Fundador de la Asociación de Cronistas Sonorense. Fue escritor de varias obras de historia de Hermosillo y de Sonora.
Contrajo nupcias con Julieta Serrano Fontes con quién procreó 8 hijos: Marcia Julia Gilberto, Lorena, Sandra, Belinda, Claudio, Horacio y David.

## Trayectoria
Entre otras actividades, se desempeñó como tesorero de la Junta Local de Caminos de Sonora, de 1950 a 1987 y tesorero del H. Ayuntamiento de Hermosillo por el trienio 1976-1979. Fue maestro de español en la escuela Secundaria Villa de Seris 1962-63. De 1986 a 1990, fue jefe del Archivo Histórico del Estado de Sonora, encargo que le asignó el entonces gobernador Samuel Ocaña García para revisar y seleccionar los documentos que estando en el Archivo del Estado, tuvieran mérito histórico, para de ahí estructurar el Archivo Histórico del Gobierno del Estado de Sonora ; desde 1991 fungió como Subdirector de Investigaciones Históricas en el Instituto Sonorense de Cultura.
Como parte de sus actividades culturales fue socio y fundador de la Sociedad Sonorense de Historia desde 1975. En 1980 fue nombrado Cronista de Hermosillo hasta el 2007 y, entre 1986 y 1990 ostentó el cargo de cronista histórico del estado de Sonora. Participó en 20 Simposios de Historia de la Universidad de Sonora y la Sociedad Sonorense de Historia.
A partir de 1991 fue uno de los fundadores y primer Presidente de la Asociación de Cronistas Sonorenses, siendo posteriormente nombrado presidente honorario vitalicio. Publicó artículos históricos y comentarios en diversos medios impresos y electrónicos. Por muchos años, tuvo una sección de Efemérides Sonorenses, que se transmitía por Radio Sonora. En 1995 es parte de las nomenclaturas de calles de la ciudad de Hermosillo al asignar su nombre a una al norte de la Ciudad. Como reconocimiento a su trayectoria y legado en 2020 se instituye la Medalla Gilberto Escobosa Gámez  por parte de la Asociación de Cronistas Sonorenses al Cronista del Año Sonorense.

## Reconocimientos
Recibió varios reconocimientos por parte del Ayuntamiento de Hermosillo y el gobierno estatal. El 7 de diciembre de 1996, el Gobierno del Estado de Sonora le otorgó reconocimiento como Servidor Público del año, en reunión general de empleados en el Auditorio Cívico del Estado.  En el 2006 las autoridades municipales Álamos (Pueblo Mágico) dentro del marco del congreso de  la Asociación de Cronistas Sonorenses, las autoridades municipales, le entregaron las Llaves de la Ciudad, como digno homenaje a su extensa y prolífica carrera. En marzo de 2020 se instituye la medalla Gilberto Escoboza Gámez que se otorga al cronista sonorense del año de la Asociación de Cronistas Sonorenses.

## Obra
Es autor de los libros, además de sus crónicas periodísticas y televisivas.
- Granitos de Sal Inglesa
- Crónicas, Cuentos y Leyendas Sonorenses
- Hermosillo en mi Memoria
- Historia del Hospital General del estado
- Crónicas Sonorenses
- Efemérides Sonorenses
- Fragmentos de la Historia. Mi Anecdotario.
- Los Cuentos de Don Gilberto.[11]